# Liste chronologique des œuvres de Manessier

## Années 1930
- Les Dieux marins, 1935, huile sur toile (89 × 146 cm), Centre national d'art et de culture Georges-Pompidou de Paris.
- La Musicienne insatisfaite, 1937, encre sépia sur papier (24,5 × 32 cm), Centre national d'art et de culture Georges-Pompidou de Paris.
- Les Sorcières, 1937, encre sépia sur papier (28,2 × 40,9 cm), Centre national d'art et de culture Georges-Pompidou de Paris.

- Vive Jarry, 1938, encre de Chine et crayon sur papier (32,5 × 25 cm), Centre national d'art et de culture Georges-Pompidou de Paris.
- Apocalypse, 1938, encre sépia et lavis sur papier (28,4 × 38,5 cm), Centre national d'art et de culture Georges-Pompidou de Paris.
- À bas Hitler - étude pour Le dernier Cheval, 1938, encre sépia et lavis sur papier, collé sur papier (21,5 × 27,3 cm), Centre national d'art et de culture Georges-Pompidou de Paris.
- Étude pour La Danse bretonne, 1938, encre de Chine et crayon sur papier (27 × 21,2 cm), Centre national d'art et de culture Georges-Pompidou de Paris.
- Pour l'Edgar Poe, 1938, encre de Chine sur papier (30,5 × 23,4 cm), Centre national d'art et de culture Georges-Pompidou de Paris.

## Années 1940
- L'Homme à la branche, 1942. Huile sur carton toilé (33,5 × 26 cm), musée Unterlinden de Colmar.
- "Femme à l'enfant", 1942. Huile sur contreplaqué, 181x44 cm, collection particulière.
- Saint Jérôme, 1943. Huile sur toile (100 × 65 cm), musée Boucher de Perthes d'Abbeville.
- Ensemble complet de l'œuvre gravé et des livres illustrés, 1943-1988, musée Boucher de Perthes d'Abbeville.
- Voile de Véronique, 1943. Huile sur bois (40 × 26 cm), musée Unterlinden de Colmar.
- Voile de Véronique, 1943. Gravure sur cuivre (partie gravée: 11 × 8 cm), musée Unterlinden de Colmar.
- Cheminée au Bignon, 1943. Huile sur toile (21 × 32 cm), musée Unterlinden de Colmar.
- Grande Trappe, 1943. Aquarelle sur papier (24 × 31,5 cm), musée Unterlinden de Colmar.
- La jeune Musicienne, 1943. Huile sur toile (33 × 24 cm), musée des Beaux-Arts de Lyon.
- Le Bombardement de Billancourt, 1943. Encre de Chine sur papier (22,7 × 37,5 cm), Centre national d'art et de culture Georges-Pompidou de Paris.
- Saint Sébastien, 1943, Encre de Chine sur papier (32 × 24,6 cm), Centre national d'art et de culture Georges-Pompidou de Paris.
- L’Étable, 1943, huile sur toile, 33,3 × 54,9 cm, musée d’art contemporain, Montréal, Canada, site.

- Coqs combattant, 1944, Huile sur toile (81 × 100 cm), Centre national d'art et de culture Georges-Pompidou de Paris.
- Les Pèlerins d'Emmaüs, 1944, Huile sur toile (195,3 × 130,5 cm), Centre national d'art et de culture Georges-Pompidou de Paris.
- Figure de pitié, 1944-1945, huile sur toile, 146,7 × 97,2 cm, The Museum of Modern Art de New York, site.

- Salve Regina, 1945, Huile sur toile (195 × 114 cm), musée des Beaux-Arts de Nantes.

- Composition bleue, 1946, Huile sur toile (46 × 38 cm), musée Unterlinden de Colmar.
- Le Bignon le soir, 1946, Huile sur toile (46 × 55 cm), musée des beaux-Arts et de la dentelle d'Alençon.
- Claire flambée, 1946,  huile sur toile, 99,8 × 81 cm, Museu de arte contemporânea, São Paulo, Brésil, site.

- Fenêtre sur le jardin, 1947, Huile sur toile (65 × 38 cm), Palais des Beaux-Arts de Lille.
- Angelus Domini nuntiavit Mariae, 1947, Huile sur toile (116 × 73 cm), Centre national d'art et de culture Georges-Pompidou de Paris, en dépôt au musée des Beaux-Arts de Lyon depuis 1999.

- Pietà, 1948, Huile sur toile (97 × 130 cm), musée de Picardie d'Amiens.
- Le Port bleu, 1948, Huile sur toile (114 × 162 cm) [En dépôt au musée des Beaux-Arts de Quimper depuis 1993], Centre national d'art et de culture Georges-Pompidou de Paris.
- Baie de Somme, 1948, Aquarelle (16,4 × 31,5 cm), Centre national d'art et de culture Georges-Pompidou de Paris.Les cloches de la Victoire, 1948 - Cloches de Notre-Dame de Paris. Hommage à la libération de Paris.

Les cloches de la Victoire, 1948 - Cloches de Notre-Dame de Paris. Hommage à la libération de Paris.

- Sans titre (composition abstraite), 1948, aquarelle sur papier, 41,5 × 32,3 cm, Museu de arte contemporânea, São Paulo, Brésil, site.
- Les cloches de la victoire - Victory Bells, 1948, Huile sur toile (32 x 24,5 cm)
- Évocation de la mise au tombeau, 1948, aquarelle sur papier, The Museum of Modern Art de New York, site.
- Port au couchant, 1948, huile sur panneau, 20,5 × 35 cm, Collection Joseph Pauly-Groff, Luxembourg.

- Album de sept lithographies sur le thème de Pâques, 1949, Exemplaire de luxe 4/68, Accompagné de l'aquarelle Les Ténèbres, 1949, musée de Picardie d'Amiens.
- Album de sept lithographies sur le thème de Pâques, 1949, Exemplaire 67/68, musée des Beaux-Arts et de l'Archéologie de Besançon.
- Le Jardin des Oliviers, 1949, Huile sur toile (50 × 61 cm), musée des Beaux-Arts de Dijon
- Album de sept lithographies sur le thème de Pâques, 1949, Exemplaire 9/68, musée d'Art Moderne de la Ville de Paris

Etude pour la Baie de Somme, 1949, Huile sur toile (32 x 24,5)

- Espace matinal, 1949, Huile sur toile (130 × 162 cm), Centre national d'art et de culture Georges-Pompidou de Paris, en dépôt au musée d'Art moderne de Saint-Étienne depuis 1974.Etude pour la Baie de Somme, 1949, Huile sur toile (32 x 24,5)
- Etude pour la Baie de Somme, 1949, Huile sur toile (38 x 46 cm)
- Baie de Somme, 1949, Aquarelle (16,4 × 24,8 cm), Centre national d'art et de culture Georges-Pompidou de Paris.
- Les Oiseaux passent sur la campagne, 1949, huile sur toile, 90 × 117 cm, musées Royaux des Beaux-Arts, Bruxelles, Belgique, site
- Composicion azul-roja, 1949, huile sur toile, 46 × 61 cm, Museo Thyssen-Bornemisza, Madrid, Espagne, œuvre.

## Années 1950
- Hiver en montagne, 1950, huile sur toile, 38 × 55 cm, Johannesburg Art Gallery, Afrique du Sud, site
- La Couronne d'épines, 1950. Huile sur toile (163 × 98 cm), Centre national d'art et de culture Georges-Pompidou de Paris.
- Sans titre, vers 1950. Fusain (31 × 26 cm), Centre national d'art et de culture Georges-Pompidou de Paris.
- Sans titre, vers 1950. Fusain (31 × 24 cm), Centre national d'art et de culture Georges-Pompidou de Paris.
- Sans titre, vers 1950. Fusain (31,5 × 24 cm), Centre national d'art et de culture Georges-Pompidou de Paris.
- Sans titre, vers 1950. Fusain (31,5 × 24 cm), Centre national d'art et de culture Georges-Pompidou de Paris.
- Sans titre, vers 1950. Fusain (31,5 × 24 cm), Centre national d'art et de culture Georges-Pompidou de Paris.
- Sans titre, vers 1950. Fusain (31,5 × 24 cm), Centre national d'art et de culture Georges-Pompidou de Paris.
- Sans titre, vers 1950. Fusain (31 × 24 cm), Centre national d'art et de culture Georges-Pompidou de Paris.
- Sans titre, vers 1950. Fusain (31 × 24 cm), Centre national d'art et de culture Georges-Pompidou de Paris.
- Crépuscule, 1950, lithographies, 56,9 × 38,3 cm / 40,3 × 26,4 cm, The Museum of Modern Art de New York, site.
- Hiver, 1950, huile sur toile, 130 × 162 cm, Museet for Samtidskunst, Oslo, site.

- Petit jardin secret, 1950, huile sur papier (38 x 61 cm), conservée par Alfred Manessier jusqu'à sa mort en 1993Petit jardin sercret, Alfred Manessier 1950. Les lignes calmes ponctuées par des couleurs inspirantes et douces suggèrent les lieux intimes ou se nichent les pensées, les émotions, les rêves et les mystères du peintre. Ce tableau est une invitation à la méditation et à la découverte de son propre "jardin secret".

Petit jardin sercret, Alfred Manessier 1950. Les lignes calmes ponctuées par des couleurs inspirantes et douces suggèrent les lieux intimes ou se nichent les pensées, les émotions, les rêves et les mystères du peintre. Ce tableau est une invitation à la méditation et à la découverte de son propre "jardin secret".

- La grande Forteresse, 1951, aquarelle Sur papier (49 × 30 cm), musée des Beaux-Arts de Dijon.
- Ensoleillé dans la dune, 1951, huile sur toile (92 × 73 cm), Centre national d'art et de culture Georges-Pompidou de Paris, en dépôt à l'Ambassade de France en Allemagne depuis 1971.
- Litanies vespérales, 1951, huile sur toile, 200 × 150 cm, Museu de Arte Moderna, Rio de Janeiro, Brésil, site, œuvre majeure détruite au cours d’un incendie en 1978.
- La Couronne d’épines, 1951, huile sur papier marouflé sur toile, 50 × 46,5 cm, Folkwang Museum, Essen, Allemagne, site.
- Étude pour Jeux dans la neige, 1951, huile sur toile, 50 × 61 cm, The Solomon R. Guggenheim Museum, New York, États-Unis, site.
- Longwy la nuit, 1951, huile sur toile, 134 × 167 cm, Museo Civico Arte Contemporanea, Turin, Italie.
- Élan printanier, 1951, huile sur toile, 46 × 27 cm, Museet for Samtidskunst, Oslo, site.

- Apaisé, 1952, huile sur toile (92 × 50 cm), musée des Beaux-Arts André Malraux du Havre.
- Recueillement nocturne II, 1952, huile sur toile (200 × 150 cm), Centre national d'art et de culture Georges-Pompidou de Paris, en dépôt au musée de Picardie d'Amiens depuis 1999.
- La Nuit de Gethsémani, 1952, huile sur toile, 200 × 150 cm, Kunstsammlung Nordrhein-Westfalen, Düsseldorf, site.
- Jardins de Pâques (au Crotoy), 1952, huile sur toile, 73 × 100 cm, Niedersächsische Landesgalerie, Hanovre, Allemagne, site.
- Pour la fête du Christ Roi, 1952, huile sur toile, 200 × 150 cm, The Museum of Modern Art de New York, site.
- Catalogue d'exposition, Nuit de Gethsémani (version rouge) 1952, lithographies, 32,26 × 24,9 cm /21,6 × 16,8 cm (et petite lithographie: 5,8 × 6,7 cm), The Museum of Modern Art de New York, site.
- Litanies, 1952, lithographies, 56,8 × 38,3 / 51,4 × 32,6, The Museum of Modern Art de New York, site.
- Sans titre (Untitled), lithographie, vers 1952, 320 × 500 mm [œuvre visible sur le site du musée], Tate Gallery, Londres, (http://www.tate.org.uk site].
- La Fête hollandaise, 1952, huile sur toile, 26,5 × 73 cm, Collection Joseph Pauly-Groff, Luxembourg.
- Attente du printemps, 1952, huile sur toile, 39 × 23,5 cm, Museet for Samtidskunst, Oslo, site.

- Étude pour Turris Davidica, 1953, huile sur papier marouflé sur toile, 64,8 × 50,3 cm, Kunsthalle, Brême, site
- Turris Davidica (La Tour de David), fit partie de la collection d'Alain Delon. Elle a été vendue aux enchères chez Drouot Montaigne en octobre 2007 pour 417 262 euros.
- Élan printanier II, 1953, huile sur toile (21 × 26 cm), musée Unterlinden de Colmar.
- Baie de Somme, 1953, lavis d'encre de Chine (21 × 27 cm), Centre national d'art et de culture Georges-Pompidou de Paris.
- Baie de Somme, 1953, lavis d'encre de Chine (21 × 27 cm), Centre national d'art et de culture Georges-Pompidou de Paris.
- Baie de Somme, 1953, lavis d'encre de Chine (21 × 27 cm), Centre national d'art et de culture Georges-Pompidou de Paris.
- Sans titre (Baie de Somme), 1953, pastel (17 × 28 cm), Centre national d'art et de culture Georges-Pompidou de Paris.
- Sans titre (Baie de Somme), 1953, pastel (17,4 × 26 cm), Centre national d'art et de culture Georges-Pompidou de Paris.
- Composition, huile sur toile, 1953, Fondation Sonja Henie-Niels Onstad, Henie Onstad Kunstsenter (HOK), site.

- Matin d'hiver, 1954, huile sur toile (38 × 58 cm), musée des Beaux-Arts de Dijon.
- Sans titre, 1954, aquarelle sur papier (38 × 56 cm), musée d'Art Moderne de la Ville de Paris
- Morte-eau, 1954, huile sur toile (114 × 114 cm), Centre national d'art et de culture Georges-Pompidou de Paris.
- Per amica silentia lunae, 1954, huile sur toile, 150 × 200 cm, Folkwang Museum, Essen, Allemagne, site.
- Seigneur, frapperons-nous de l’épée, 1954, huile sur toile, 200 × 80 cm, musées Royaux des Beaux-Arts, Bruxelles, Belgique, site.
- Vive flamme, 1954, lithographies, 65,2 × 50 / 51,3 × 35,6 cm (Lithographie no 7 de la série des Cantiques spirituels de Saint Jean de la Croix?), The Museum of Modern Art de New York, site.
- Couronne d’épines, 1954, huile sur toile, 114 × 162 cm, Carnegie Institute Museum of art, Pittsburgh, États-Unis, site.

- Près d'Haarlem, 1955, huile sur toile (38 × 100 cm), musée des Beaux-Arts de Dijon.
- Baie de Somme, 1955, aquarelle sur papier (34 × 55 cm), musée des Beaux-Arts de Dijon.
- Fête en Zeeland, 1955, huile sur toile, 200 × 80 cm, Kunsthalle, Hambourg, Allemagne, site.
- La Dune, 1955, huile sur toile, 38 × 46 cm, Sprengel Museum Hannover; Hanovre, Allemagne, site.
- Près d’Eindhoven, 1955, huile sur toile, 38 × 100 cm, Collection Joseph Pauly-Groff, Luxembourg.
- Alléluia des champs, 1955, huile sur toile, 160 × 160 cm, Fondation Sonja Henie-Niels Onstad, Henie Onstad Kunstsenter (HOK), site.
- La Nuit à Saint-Jean-de-Luz1955, huile sur toile, 130 × 162 cm, Fondation Sonja Henie-Niels Onstad, Henie Onstad Kunstsenter (HOK), site.
- Le Bouquet, 1955, huile sur toile, 60 × 73 cm, Fondation Sonja Henie-Niels Onstad, Henie Onstad Kunstsenter (HOK), site.

- Février près d’Haarlem, 1956, huile sur toile, 114 × 195 cm, Nationalgalerie, Berlin, Allemagne
- Nuit déchirée, 1956, gouache sur papier (47 × 38 cm), musée des Beaux-Arts de Dijon.
- La Nuit, 1956, gouache sur papier (47 × 38 cm), musée des Beaux-Arts de Dijon.
- En secret, 1956, gouache sur papier (16,5 × 24,5 cm), musée des Beaux-Arts de Dijon.
- Printanier, 1956, Huile sur toile (40 × 80 cm), musée d'Art et d'Histoire de Meudon.
- Offrande du soir, 1956, huile sur toile, 55 × 33 cm, Sprengel Museum Hannover; Hanovre, Allemagne, site.
- Soirée au petit port, 1956, huile sur toile, 97 × 130 cm, Städtische Kunsthalle, Mannheim, Allemagne, site.
- Requiem pour Novembre 56, 1956-1957, huile sur toile, 200 × 300 cm, Staatsgalerie Stuttgart, Stuttgart, Allemagne, site.
- Hiver en Hollande, 1956, lithographies, 33 × 24,9 cm / 21 × 21,3 cm, The Museum of Modern Art de New York, site.
- Moins 12°, 1956, huile sur toile, 114 × 146 cm, Tate Gallery, Londres, (http://www.tate.org.uk site].

- Composition (Étude pour Requiem), 1957, huile sur toile, 97 × 146 cm, Kunsthalle, Brême, site.
- La Sixième Heure, 1957-1958, huile sur toile (250 × 322 cm), Centre national d'art et de culture Georges-Pompidou de Paris.
- Le Feu, 1957, huile sur toile, 81 × 100 cm, Museum Ludwig, Cologne, Allemagne, site.

- Aube sur la garrigue, 1958, huile sur toile (130 × 97 cm), musée des Beaux-Arts de Lyon.
- Les Cantiques spirituels de Saint Jean de la Croix. Suite de douze tapisseries d'après les lithographies d'Alfred Manessier de 1958, tissées par l'atelier Plasse Le Caisne, 1969-1971. Chaîne en lin, trame en laine. Chaque tapisserie: 300 × 235 cm, musée des Beaux-Arts à Chartres.
- La Route, lithographie, 1958, épreuve d’artiste, Museum Abteiberg, Mönchengladbach, Allemagne, site.

- Verdon automnal, 1959, huile sur toile (95,5 × 128 cm), musée des Beaux-Arts de Dijon.
- Paysage du Verdon, 1959, lavis d'encre de Chine (65 × 100 cm), musée des Beaux-Arts de Dijon.
- La Nuit au Mas, 1959, huile sur toile (195 × 114 cm), musée d'Art Moderne de la Ville de Paris
- Collines près d'Aups, 1959, lavis d'encre de Chine sur papier (64 × 98,5 cm), Centre national d'art et de culture Georges-Pompidou de Paris.
- Environs d'Aups, 1959, lavis d'encre de Chine sur papier (64 × 98,5 cm), Centre national d'art et de culture Georges-Pompidou de Paris.
- Montagnes au soleil, 1959, lavis d'encre de Chine sur papier (98,5 × 64 cm), Centre national d'art et de culture Georges-Pompidou de Paris.
- Montagnes près d'Aups, 1959, lavis d'encre de Chine sur papier (64 × 98,5 cm), Centre national d'art et de culture Georges-Pompidou de Paris.
- Montagnes et ravins près d'Aups, 1959, lavis d'encre de Chine sur papier (98,5 × 64 cm), Centre national d'art et de culture Georges-Pompidou de Paris.
- Montagnes rocheuses près d'Aups, 1959, lavis d'encre de Chine sur papier (64 × 98,5 cm), Centre national d'art et de culture Georges-Pompidou de Paris.
- Mouvement de terrain près d'Aups, 1959, lavis d'encre de Chine sur papier (98,5 × 64 cm), Centre national d'art et de culture Georges-Pompidou de Paris.
- Panorama près d'Aups, 1959, lavis d'encre de Chine sur papier (64 × 98,5 cm), Centre national d'art et de culture Georges-Pompidou de Paris.
- Remous près d'Aups, 1959, lavis d'encre de Chine sur papier (64 × 98,5 cm), Centre national d'art et de culture Georges-Pompidou de Paris.
- Rochers près d'Aups, 1959, lavis d'encre de Chine sur papier (98,5 × 64 cm), Centre national d'art et de culture Georges-Pompidou de Paris.
- Torrent près d'Aups, 1959, lavis d'encre de Chine sur papier (64 × 98,5 cm), Centre national d'art et de culture Georges-Pompidou de Paris.
- Tronc et herbes, 1959, lavis d'encre de Chine sur papier (64 × 98,5 cm), Centre national d'art et de culture Georges-Pompidou de Paris.
- La Vallée, 1959, huile sur toile, 92 × 73 cm, Collection Joseph Pauly-Groff, Luxembourg.
- Lavis et dessins, 1959, musée d’Art Contemporain, Skopje, Macédoine du Nord.
- Le Ruisseau, 1959, pastel sur papier, 24,7 × 32,7 cm, Museet for Samtidskunst, Oslo, site.

## Années 1960
- Dans l'espace crépusculaire, 1960, huile sur toile (100 × 81 cm), musée des beaux-arts de Rouen.
- Le Long du Sentier, 1960, huile sur toile, 50 × 200 cm, Sara Hildénin taidemuseo, Tampere, Finlande, site.
- Épiphanie ou Nuit de l’Épiphanie, 1960-1961, huile sur toile, 200 × 150 cm [œuvre visible sur le site du musée], musée national d’Histoire et d’Art, Luxembourg (ville), site.

- Offrande à la terre, 1961, huile (300 × 120 cm), musée des Beaux-Arts de Dijon.
- Résurrection, 1961, huile sur toile (230 × 200 cm), Centre national d'art et de culture Georges-Pompidou de Paris.
- Offrande de la Terre II - Hommage à Teilhard de Chardin, 1961-1962, huile sur toile (400 × 200 cm), Centre national d'art et de culture Georges-Pompidou de Paris.
- Pâques, 1961, huile sur toile, 100 × 81 cm, Collection Joseph Pauly-Groff, Luxembourg.
- Esch, les Forges, 1961, huile sur toile, 50 × 100 cm, Collection Joseph Pauly-Groff, Luxembourg.

- Les Ténèbres, 1962, huile sur toile (230 × 200 cm), Centre national d'art et de culture Georges-Pompidou de Paris, en dépôt au musée du Château de Montbéliard depuis 2000.
- L'Empreinte, 1962, huile sur toile, triptyque et prédelle (280 × 400 cm), Centre national d'art et de culture Georges-Pompidou de Paris.*Alléluia II, 1962, huile sur toile, 114 × 114 cm, Galleria Internazionale d’Arte Moderna, Venise, Italie.

- Paysage espagnol, 1963, huile sur toile (65 × 100 cm), musée de Grenoble.
- La Sève, 1963, huile sur toile, 114,1 × 114,1 cm, National Gallery of Canada, Ottawa, Canada, site.
- Étude pour le Jardin des oliviers, 1963, huile sur toile, 73 × 100 cm, Université de Notre Dame, Indiana, États-Unis, site.
- Du Fond des ténèbres, 1963, huile sur toile, 73 × 92 cm, Duncan Phillips Collection Washington, États-Unis, site.

- Hommage à Goya,  1964, huile sur toile (65 × 100 cm), musées de la Cour d'Or de Metz.
- Présentation de la Beauce à Notre-Dame de Chartres, poème de Charles Péguy, entièrement manuscrit et illustré par Alfred Manessier en lithographie. Tirage sur les presses de Mourlot. Paris: les Bibliophiles de l'Union française, 1964. Exemplaire no 145 sur 178 (41 × 65 cm), musée des Beaux-Arts à Chartres.

- Hommage à Miguel de Unamuno - Le Torrent vert, 1965, huile sur toile (195 × 130,5 cm), Centre national d'art et de culture Georges-Pompidou de Paris, en dépôt au musée des Beaux-Arts de Lille depuis 1998.
- Roches espagnoles, 1965, huile sur carton/isorel, 50 × 33 cm, Museu Popular d'Art Contemporani, Vilafamés, Espagne.

- Terre assoiffée I, 1966, huile sur toile (250 × 150 cm), Centre national d'art et de culture Georges-Pompidou de Paris.
- Ombre escarpée, 1966, lithographie (épreuve d'artiste) dédicacée, 65,8 × 50,3 cm, musée d’art contemporain, Montréal, Canada, site.
- Printemps précoce (Early spring), 1966, 217 × 220 mm  [œuvre visible sur le site du musée], Tate Gallery, Londres, (http://www.tate.org.uk site].

- Étude pour Fishes' Sanctuary, 1967, pastel (19,8 cm × 31,6 cm), Centre national d'art et de culture Georges-Pompidou de Paris.
- Le Grand Nord, 1968. Huile sur toile (200 × 270 cm), musée d'Art contemporain de Dunkerque.

- Hommage à Martin Luther King, 1968, huile sur toile (230 × 200 cm), Centre national d'art et de culture Georges-Pompidou de Paris.
- Lac secret, 1968-1969, tapisserie tissée par l’atelier Plasse Le Caisne, 4,85 × 7,60 m, Centre national des arts, Ottawa, Canada, site.

- Fishes' Sanctuay, 1969, huile sur toile (200 × 400 cm), Centre national d'art et de culture Georges-Pompidou de Paris, en dépôt au musée des Beaux-Arts d'Orléans depuis 1998.

## Années 1970
- Le Procès de Burgos, 1970-1971, huile sur toile (200 × 400 cm), MAC/VAL de Vitry-sur-Seine.

- Sans titre, 1971, aquarelle sur papier (19,8 × 18,6 cm), musée d'Art et d'Histoire de Meudon.
- Passion Espagnole, 1971, huile sur toile (73,5 × 91 cm), musée des Beaux-Arts de Rouen.
- Procès de Burgos I, 1971, lithographie, 77,5 × 119,3 cm, musée d’art contemporain, Montréal, Canada, site.
- Composition, 1971, huile sur toile, 60 × 81,5 cm, Collection Joseph Pauly-Groff, Luxembourg.

- La Flamme, tapisserie tissée par l’atelier Plasse Le Caisne, 1972, 286 × 228 cm (Réplique légèrement réduite de la tenture no 7 de la suite des douze tapisseries sur le thème des Cantiques spirituels de Saint Jean de la Croix), Collection Joseph Pauly-Groff, Luxembourg.
- La Coulée, tapisserie tissée par l’atelier Plasse Le Caisne, 1972-1973, 320 × 290 cm, Théâtre  Municipal d'Esch-sur-Alzette, Luxembourg.

- Passion espagnole III, 1973, aquarelle sur papier, Staatlich Museum, Berlin, site.
- Second exemplaire de la tapisserie no 11 de la tenture Les Cantiques spirituels de saint Jean de la Croix, tissée par l'atelier Plasse Le Caisne, 1973, musées de la Cour d'Or de Metz.
- Onze septembre 1973 [Hommage à Salvador Allende], 1973, huile sur toile, 200 × 200 cm,

Museo Rufino Tamayo, Mexico, Mexique.
- Composition (Hommage à G.E. Clancier), 1974, aquarelle et encres de couleurs sur papier Vergé (40 × 34,5 cm), musée d'art moderne à Céret.
- Alléluia des champs III, 1974, huile sur toile (130 × 162 cm), musée des Beaux-Arts de Dijon
- Rochers au couchant, 1974, huile sur toile (114 × 114 cm), musée d'Art contemporain de Dunkerque.
- Blés après l'averse, 1974, huile sur toile (114 × 114 cm), musée d'Art contemporain de Dunkerque.
- Petite Joie champêtre, 1974, huile sur toile, 74 × 100 cm, Collection Joseph Pauly-Groff, Luxembourg.

- Lumière de Chartres, 1975, aquarelle sur papier (75 × 55 cm), musée Unterlinden à Colmar.
- Pour la mère d'un condamné à mort, 1975, huile sur toile (200 × 200 cm), Centre national d'art et de culture Georges-Pompidou de Paris.
- Passion espagnole, 1975-1979, huile sur toile (200 × 200 cm), musée d'Art contemporain de Dunkerque.

- Alléluia, 1976, huile sur toile (60 × 60 cm), musée de la Poste de Paris.
- Couronne d’épines, vers 1976, gouache sur papier, 22,5 × 21 cm, Collection Joseph Pauly-Groff, Luxembourg.
- Couronne d’épines, 1976, huile sur toile, 60 × 60 cm, Collection Joseph Pauly-Groff, Luxembourg.
- Entrée du port, 1976,  huile sur panneau, 50 × 50 cm, Collection Joseph Pauly-Groff, Luxembourg.

- Le Coup de vent, 1977, huile Sur toile (60 × 60 cm), musée d'Art contemporain de Dunkerque.
- Port nocturne, 1977. Huile sur toile (60 × 60 cm), musée d'Art contemporain de Dunkerque.

- Quinze lithographies sur le thème de Pâques, 1978, E.A. 15/20, musée d'Art contemporain de Dunkerque.
  - Lithographie III, tirée de la suite Pâques, 1978, (édition de 1979), 56 × 75,8 cm, musée d’art contemporain, Montréal, Canada, site.
  - Lithographie XI, tirée de la suite Pâques, 1978, (édition de 1979), 55,9 × 76 cm, musée d’art contemporain, Montréal, Canada, site.
  - Lithographie XIV, tirée de la suite Pâques, 1978 (édition de 1979), 56 × 75,6 cm, musée d’art contemporain, Montréal, Canada, site.
- Suite des Quinze lithographies sur le thème de Pâques, (série n° XVI), 1978, Galerija Métropolitana, Zagreb Croatie.

- L'Eau vive, 1979, huile sur toile (200 × 200 cm), musée d'Art contemporain de Dunkerque.
- Favellas I - Hommage à Dom Hélder Câmara, 1979, huile sur toile (220 × 203 cm), Centre national d'art et de culture Georges-Pompidou de Paris.
- Passion, 1979, aquarelle sur papier, 58 × 58 cm, Museu de Arte Moderna, Rio de Janeiro, Brésil, site.

## Années 1980
- Favellas III, 1980, huile sur toile (230 × 200 cm), Centre national d'art et de culture Georges-Pompidou de Paris.
- Paysage nocturne, 1980, aquarelle sur papier, 24 × 31 cm, museo de Chihuahua, Cuauhtémoc, Mexique.

- Sables, 1981. lavis sur papier (67 × 51 cm), musée de Picardie d'Amiens.
- Alléluia, 1981, lithographie sur papier Arches (60 × 43 cm), musée d'art moderne de Céret.

- Second exemplaire de la tapisserie no 4 de la tenture Les Cantiques Spirituels de saint Jean de la Croix, tissée par l'atelier Plasse Le Caisne, 1982 (2,90 × 2,26 cm), musée de la Poste de Paris.
- Passion, 1982, huile sur toile (100 × 100 cm), musée Pierre Noël de Saint-Dié-des-Vosges
- Ensemble des 31 maquettes au 10e et de toutes les esquisses pour les vitraux de l'église du Saint-Sépulcre à Abbeville, 1982-1993, musée Boucher de Perthes d'Abbeville.

- Le soir du vendredi Saint, Huile sur toile, 1983, H.114 ; L.195 cm, Dépôt  Jean-Baptiste Manessier au Musée eucharistique du Hiéron, Paray-le-Monial
- Architecture, 1983, lithographie sur papier Arches (50 x, H cm), musée d'art moderne de Céret.
- Sables I, 1983, lavis d'encre de Chine sur papier (159 × 110 cm), Centre national d'art et de culture Georges-Pompidou de Paris.

- L’Accueil, tapisserie tissée par l’atelier Plasse Le Caisne, 1984, 275 × 554 cm, Ambassade de France, Washington, site

- Maquettes au l0e des cinq vitraux de la Salle Saint-Roch de Céret, 1985, huile sur papier (7,5 × Il cm; 7,6 × Il, 2 cm; 9,8 × 21,2 cm; 10 × 19,6 cm; 22 × 10,4 cm), musée d'art moderne de Céret.
- Cartons préparatoires des cinq vitraux de la Salle Saint-Roch de Céret, 1985, mine de plomb et crayons de couleurs sur papier (151 × 116 cm; 151 × 116 cm; 243 × 150 cm; 243 × 150 cm; 243 × 150 cm), musée d'art moderne de Céret.

- La Passion selon saint Jean, Huile sur toile, 1988, H.230 ; L.200 cm, Dépôt Christine Manessier au Musée eucharistique du Hiéron, Paray-le-Monial

## Pays-Bas
- Amsterdam - Stedelijk Museum (http://www.stedelijk.nl) :

David, 1948, huile sur toile, 164 × 132 cm
- Eindhoven - Stedelijk Van Abbemuseum (http://www.vanabbemuseum.nl) :

Barrabas, 1952, huile sur toile, 200 × 150 cm
Nuit d’été, 1956, huile sur toile, 60 × 73 cm
- Helmond – Gemeentemuseum Helmond – Boscotondohal (www.gemeentemuseumhelmond.nl)

[en attente d'informations]
- Rotterdam - Museum Boijmans Van Beuningen (http://www.boijmans.nl/)

Port nocturne, 1950, huile sur toile, 54 × 65 cm
Offrande du soir, 1954, huile sur toile, 200 × 150 cm

## Portugal
- Lisbonne - Museu Calouste Gulbenkian (http://www.museu.gulbenkian.pt) :

Lavis sur papier, 1959
- Sintra - Museu de arte moderna   (http://www.anmp.pt/munp/mun/mus102w2.php?Scod=82):

Sous le Pont, 1947, huile sur toile, 81 × 100 cm

## Suède
- Halmstad - Mjellby Konstgard :

La Cité, 1947, huile sur toile, 36 × 49 cm
- Lund - Konsthall :

Ensemble des pré-maquettes et études des vitraux et de la mosaïque de la Chapelle Sainte-Thérèse de l’Enfant Jésus à Hem (Nord, France)
La pré-maquette du vitrail de l’Église de Tous les Saints de Bâle (Suisse)
3 maquettes des vitraux de la Chapelle Notre-Dame de la Paix au Pouldu en Bretagne, 1958.
- Malmö - Museum (http://www.malmo.se/museer) :

Lithographies [en attente d'informations]
- Stockholm - Moderna Museet (http://www.modernamuseet.se) :

La Nuit du Jeudi Saint, 1955, huile sur toile, 200 × 80 cm

## Suisse
- Bâle – Kunstmuseum (http://www.museenbasel.ch/html/musaz_f.cfm?id=23) :

Nocturne, 1950, huile sur toile, 81 × 100 cm
Dans la prairie, 1951, aquarelle sur papier
Composition, 1953, huile sur toile, 22 × 27,5 cm
- Berne – Kunstmuseum (http://www.kunstmuseumbern.ch) :

Grand bouquet canadien, 1968, huile sur toile, 100 × 100 cm
- Fribourg – musée d’Art et d’Histoire (http://www.fr.ch/mahf) :

Office des ténèbres, 1948-1959, huile sur toile, 195 × 114 cm
Passion selon saint Luc II, 1987, huile sur toile, 200 × 150 cm
- La Chaux-de-Fonds - musée des Beaux-Arts :

La Passion de Notre Seigneur Jésus-Christ, 1952, huile sur toile, 200 × 150 cm
- Le Locle - musée des Beaux-arts (http://www.mbal.ch/):

Lithographies
- Locarno - Pinacoteca Casa Rusca :

Œuvre gravé / Legs Nesto Jacometti
- Romont - Vitromusée (Musée suisse du Vitrail) (http://www.romont.ch/fr/musee-vitrail/welcome.htm) :

La Nuit du vendredi-Saint, panneau d’étude du vitrail de la chapelle du Saint-Sépulcre, Cathédrale Saint-Nicolas de Fribourg, 1976
Le Sacré-Cœur, réplique de l’un panneau de dalle de verre de l’Église  d’Alby-sur-Chéran
Maquettes des  vitraux de la Cathédrale St-Nicolas de Fribourg, 1976
- Zurich - Kunsthaus (http://www.kunsthaus.ch) :

Les deux Écoliers, 1948, huile sur toile, 65 × 46 cm
Tumulte, 1961, huile sur toile, 230 × 200 cm

## Vatican(État de la Cité du Vatican)
- Musei e Gallerie Pontificie, Collezione Vaticana d’Arte Religiosa Moderna (http://mv.vatican.va/StartNew_FR.html):

Les sept maquettes des vitraux de l’Église des Bréseux, 1948-1950, huile sur papier
A été enseveli, 1961, huile sur toile, 284 × 148